# Rémi Gaillard
Rémi Gaillard (Montpellier, 7 de febrero de 1975) es un humorista, YouTuber y activista por los derechos de los animales francés.  Bien conocido por sus videos en YouTube , su canal es el canal de comedia número 100 con más suscriptores en YouTube con más de 7,4 millones de suscriptores en agosto de 2024.

## Biografía
Ganó atención en los medios de comunicación franceses después de protagonizar diversas bromas a modo de sketch y difundirlas por internet, incluida una aparición disfrazado de jugador de fútbol del Lorient en la final de la Copa de Francia de 2002, durante el cual participó en las celebraciones de los ganadores y fue recibido por el entonces presidente de la República Francesa, el presidente Jacques Chirac. Actualmente cuenta con más de 7 millones de suscriptores en YouTube.
Ha aparecido en varios eventos deportivos, juegos de TV e incluso mítines políticos, normalmente quebrantando las medidas de seguridad que los rodeaban.
Apareció en el documental producido por Banksy en 2011, The Antics Roadshow.
Es aficionado a disfrazarse mostrando todo tipo de parodias, como de Super Mario Kart (Remi Kart) o de Pac-Man (Remi Pacman), e incluso transformando las calles de su ciudad Montpellier, como el trazado de un gran premio de automovilismo.
En diciembre de 2019 anunció su candidatura a las elecciones municipales de Montpellier.

## Otras apariciones
- Vestido con la misma camiseta que los jugadores del equipo francés de voleibol (aunque sin numerar), apareció el 27 de julio de 2002 en un partido de clasificación de la Liga Mundial de Voleibol junto a los jugadores mientras sonaba el himno nacional. Este episodio fue transmitido en directo en Eurosport.[5]

- Apareció con la equipación del Montpellier Hérault Rugby Club y con un balón, al saltar el equipo al campo. Fue descubierto por el personal de seguridad pero apareció en la retransmisión de Canal+.

- También se hizo pasar por un jugador de tenis e irrumpió un partido de exhibición, siendo retirado al final por la seguridad del estadio.

- En 2014 protagonizó una película titulada N'importe qui, en la que aparecían nuevos gags y sketches.

- Se hizo pasar como jugador del Lorient, en la final de la Copa de Francia 2002, cuando el Lorient ganó el título, y el equipo levantaba el trofeo, llegando incluso a estrechar la mano del entonces presidente francés Jacques Chirac.

- Es protagonista de muchas bromas a modo de sketch en su Canal de YouTube, como la de los 4 x 100 metros relevo en Barcelona.[7]

- Son numerosas sus apariciones relacionadas con los animales, declarándose un gran amante de estos. En noviembre de 2016 se encerró en una jaula del SPA de Montpellier hasta que recaudó 200.000 euros para el refugio de animales, logrando dar hogar a veinte perros.